# セント・ローレンス (戦列艦)
|          |                                                                                                 |
| 艦歴     |                                                                                                 |
| 起工:    | 1814年4月12日                                                                                   |
| 進水:    | 1814年9月10日                                                                                   |
| 退役:    | 1815年                                                                                          |
| その後:  | 1832年売却                                                                                      |
| 性能諸元 |                                                                                                 |
| 全長:    | 58.3m（砲列甲板）                                                                               |
| 全幅:    | 16.0m                                                                                           |
| 機関:    | 帆走（3本マスト、全横帆）                                                                       |
| 乗員:    | 700名                                                                                           |
| 兵装:    | 112門： 32ポンド(15 kg)砲60門 24ポンド(11 kg)砲40門 68ポンド(31 kg)カロネード6門 その他小口径砲 |

セント・ローレンス(HMS St Lawrence)はイギリス海軍の1等戦列艦。オンタリオ湖で建造され、米英戦争に参加した。セント・ローレンスは全艦歴を淡水域で過ごした非常に珍しい戦列艦である。

## 経歴
セント・ローレンスは1814年4月12日にキールが置かれ、1814年9月10日に進水した。イギリス海軍のジェイムズ・ルーカス・ヨー准将はキングストン海軍工廠においてセント・ローレンスを彼の旗艦とする。
当時セントローレンス川を通ってオンタリオ湖と大西洋を行き来できるのは小型船舶だけだった。そのためオンタリオ湖に配備する軍艦はその場で調達する必要があり、キングストンまたはアメリカ造船所で建造するか既存の商船を流用していた。
オンタリオ湖の水運は西方での作戦の重要な補給路であったので、米英両軍は湖の支配権を巡って激しく争っていた。それまでスループやフリゲートが主力だった湖に1等戦列艦セント・ローレンスが出現したため、戦争の最後の月の間イギリスの支配権は疑いようの無いものになる。しかしセント・ローレンスが実際に交戦する事は決して無かった。この艦の存在自体がアメリカ軍の出撃を抑制していたからである。
戦争終結後の1815年にセント・ローレンスは退役する。1832年1月までキングストンの醸造所の倉庫として利用されたがその後25ポンドで売却された。現在では水深10mほどの場所に沈んでおり、ダイビングスポットとして人気を博している。

## 統計
セント・ローレンスはジョン・デニスに率いられた200人の船大工たちにより10ヶ月で完成した。（しかし資料によって設計者はウィリアム・ベルとなっている）3層の砲列に112門の砲を備えており、これは9年前のトラファルガー海戦でネルソンの旗艦だったヴィクトリーより強力である。
排水量は2,305tで700名の乗員を運んだ。武装については32門の32ポンド砲を上段砲列に、24ポンド砲36門を中段に、32ポンド砲28門と24ポンド砲4門を下段に、加えて3層すべてに2門の68ポンドカロネードを搭載していた。砲列甲板の大きさは58.3m×16mである。